# Boqueirão do Leão
Boqueirão do Leão est une municipalité brésilienne située dans l'État du Rio Grande do Sul.